# Ventura (album)
Pour les articles homonymes, voir Ventura.
Albums de Anderson .Paak
Oxnard
(2018) An Evening with Silk Sonic
(2021)
Singles
1. King James
Sortie : 15 mars 2019
2. Make It Better
Sortie : 4 avril 2019

Ventura est le quatrième album studio du chanteur américain Anderson .Paak, sorti en 2019.

## Historique
En mai 2018, Dr. Dre révèle sur Instagram le titre du troisième album d'Anderson .Paak : Oxnard Ventura. Cependant, le titre de ce troisième album est ensuite simplifié en Oxnard. Il sort en novembre 2018
Le titre Ventura est cependant conservé pour son album suivant. Anderson .Paak révèle en interview que Dr. Dre lui a laissé beaucoup de liberté pour la production de Ventura

## Critique
Après les critiques généralement positives d’Oxnard, Ventura est un succès critique. Sur l'agrégateur américain Metacritic, il obtient une note moyenne de 80⁄100 pour 9, critiques.
Alexis Petridis du The Guardian écrit une critique positive de l'album qui lui rappelle la Philadelphia soul. Jack Shepherd de The Independent souligne lui aussi la qualité de l'album. Jordan Bassett de NME apprécie quant à lui l'influence de la soul des années 1970.

## Liste des pistes
| No  | Titre                                      | Auteur | Producteurs                                  | Durée |
| --- | ------------------------------------------ | --- | -------------------------------------------- | ----- |
| 1.  | Come Home (featuring André 3000)           | - Brandon Anderson - André Benjamin - Jairus Mozee                                                                                  | - Anderson .Paak - Jarius "J.Mo" Mozee       | 4:26  |
| 2.  | Make It Better (featuring Smokey Robinson) | - Anderson - Alaina Chenervert - D. Maman - Farid Nassar - Fred Nassar - Miguel Atwood-Ferguson, Smokey Robinson - William Robinson | - Anderson .Paak - Fredwreck - The Alchemist | 3:39  |
| 3.  | Reachin' 2 Much (featuring Lalah Hathaway) | - Anderson - D. Pimentel - David Pimentel - Vicky Farewell Nguyen                                                                   | - Dem Jointz - Pomo - Vicky Farewell Nguyen  | 5:55  |
| 4.  | Winners Circle                             | - Anderson - Kelsey Gonzalez - M. Henderson - Nguyen                                                                                | - Anderson. Paak - Nguyen                    | 3:29  |
| 5.  | Good Heels (featuring Jazmine Sullivan)    | - Anderson - D. Pimentel - Danny McKinnon - David Pimentel - Jazmine Sullivan                                                       | - Anderson .Paak - Pomo                      | 1:38  |
| 6.  | Yada Yada                                  | - Anderson - Sunny Fuqua - Kiefer Shackelford - Matthew Merisola                                                                    | - Callum and Kiefer                          | 3:27  |
| 7.  | King James                                 | - Anderson - Alekos Syropoulos - Shackelford - Merisola                                                                             | - Callum and Kiefer                          | 3:17  |
| 8.  | Chosen One (featuring Sonyae Elise)        | - Anderson - Jose Rios - Gonzalez - Ron Avant - Sonyae Elise - Tia Myrie                                                            | - Anderson. Paak                             | 4:05  |
| 9.  | Jet Black (featuring Brandy)               | - Anderson - Brandy Norwood - D. Pimentel - David Pimentel                                                                          | - Pomo                                       | 3:28  |
| 10. | Twilight                                   | - Anderson - Pharrell Williams | - Williams                                   | 3:16  |
| 11. | What Can We Do? (featuring Nate Dogg)      | - Anderson - Farid Nassar - Nate Dogg                                                                                               | - Fredwreck                                  | 2:56  |

Notes
- Come Home contient des voix additionnelles de Norelle et des chœurs de BJ The Chicago Kid, Sir et Vicky Farewell Nguyen
- Reachin' 2 Much et des chœurs de Stalone et Dem Jointz
- Winners Circle" et des chœurs de Norelle et Durand Bernarr
- Yada Yada et des chœurs de Vicky Farewell Nguyen
- King James et des chœurs de Sir
- Chosen One et des chœurs de Sir et Cocoa Sarai
- Jet Black et des chœurs d'Olivia Braga
- Twilight contient des voix additionnelles de Pharrell Williams

## Samples
- Come Home contient un sample de Vest One de NxWorries (en)
- Winners Circle contient un extrait de dialogue du film Il était une fois le Bronx (1993), interprété par Chazz Palminteri et Robert De Niro[9]
- Chosen One contient un sample de On The Level de Mac DeMarco